# Witbuikmuisspecht
De witbuikmuisspecht (Lepidocolaptes leucogaster) is een zangvogel uit de familie Furnariidae (ovenvogels).

## Verspreiding en leefgebied
Deze soort komt voor in Mexico telt twee ondersoorten:
- L. l. umbrosus: noordwestelijk Mexico.
- L. l. leucogaster: centraal en zuidelijk Z-Mexico.

## Status
De grootte van de populatie is in 2019 geschat op 50.000-500.000 volwassen vogels. Op de Rode lijst van de IUCN heeft deze soort de status niet bedreigd.